# Herculanum (opéra)

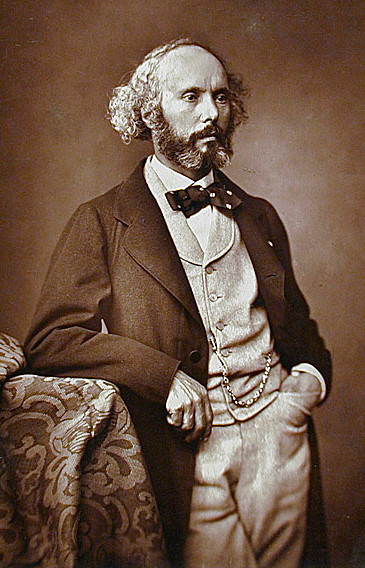
Woodburytype de Félicien David

Herculanum est un opéra du compositeur français Félicien David, sur un livret en français de Joseph Méry et Térence Hadot, créé en 1859 à Paris.

## Création
Sa création eut lieu le 4 mars 1859 au théâtre impérial de l'Opéra à Paris,. Des décors somptueux et détaillés, des chanteurs et danseurs célèbres, des chœurs à l'écriture travaillée et des danses soigneusement chorégraphiées ainsi que des effets de scène spectaculaires mariés à la musique et au texte contribuèrent au succès de l'œuvre.

## Rôles

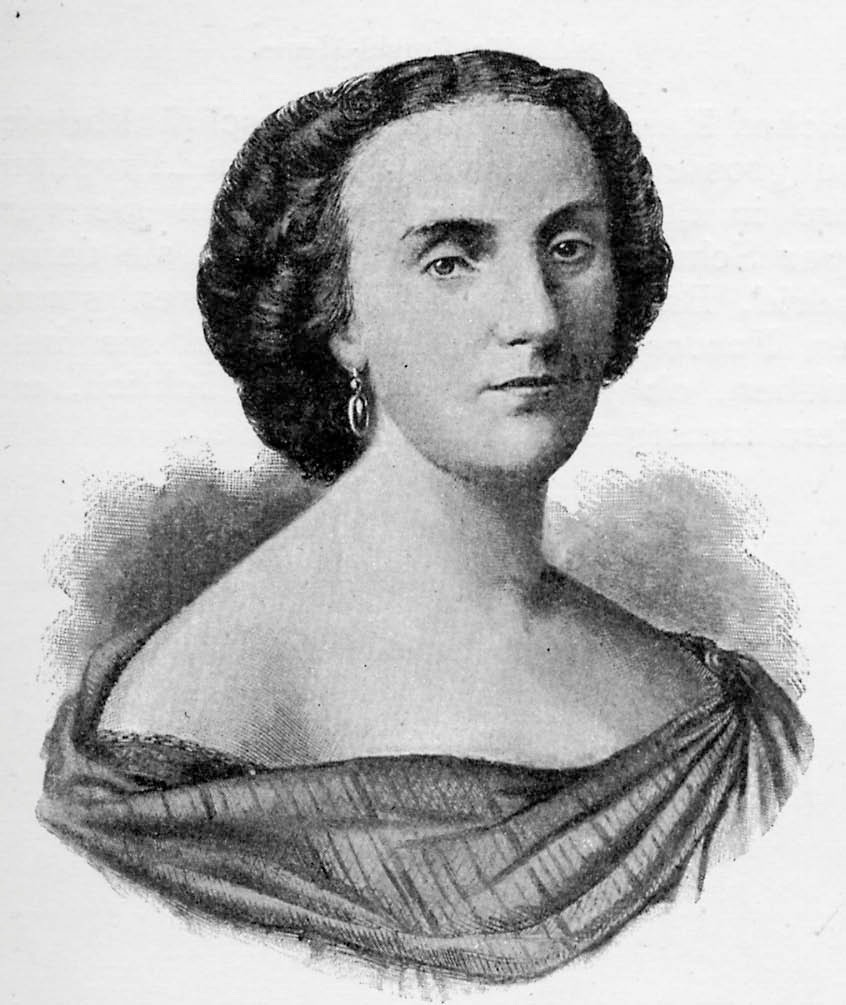
Adelaide Borghi-Mamo, qui créa le rôle d'Olympia

| Rôles chantés                                                                                          | Type de voix  | Interprètes de la création, le 4 mars 1859 |
| --- | ------------- | ------------------------------------------ |
| Hélios                                                                                                 | ténor         | Gustave Hippolyte Roger                    |
| Nicanor / Satan, sous les traits de Nicanor                                                            | basse         | Louis-Henri Obin                           |
| Magnus                                                                                                 | baryton       | Claude-Marie-Mécène Marié de L'Isle        |
| Satan                                                                                                  | basse         | Théodore Jean Joseph Coulon                |
| Olympia                                                                                                | mezzo-soprano | Adelaide Borghi-Mamo                       |
| Lilia                                                                                                  | soprano       | Pauline Guéymard-Lauters                   |
| Cour d'Olympia, rois, princes, satrapes, peuple, chrétiens, esclaves, sénateurs, licteurs, gardes etc. |               |                                            |

| Personnages du ballet                                                        | Interprètes de la création, le 4 mars 1859 |
| ---------------------------------------------------------------------------- | ------------------------------------------ |
| Daphnis                                                                      | Louis-Alexandre Mérante                    |
| Érigone                                                                      | Emma Livry                                 |
| Les muses, les grâces, les bacchantes, les sylvains, prêtres de Bacchus etc. |                                            |

## Argument
L'action se passe à Herculanum en 79, sous le règne de Titus, neuf ans après la prise et la dévastation de Jérusalem.

### ActeI
À droite du spectateur, le péristyle étrusque du palais et les jardins d'Olympia, à Herculanum.
Les velaria suspendus aux frises et aux cimes des mâts abritent les jardins de la reine contre les ardeurs du soleil.
À gauche, on reconnaît, au lignes des sphinx, le quartier égyptien, voisin du port, où abordent les vaisseaux d'Alexandrie, chargés de l'annone du Delta.
Au fond, les temples, les villas, les palais et les maisons consulaires s'étagent en amphithéâtre. C'est Herculanum avant 79.
Olympia, qui est venue à Herculanum pour être investie du pouvoir royal et repartir pour l'Euphrate en tant que reine par la grâce des Romains, reçoit l'hommage de monarques et de dignitaires en visite dans son palais. Hélios et Lilia, deux chrétiens, sont traînés par une foule qui exige leur mort. Le proconsul Nicanor, frère d'Olympia, pense que c'est une bonne idée, mais Olympia, frappée par la beauté d'Hélios, s'y refuse et renvoie tout le monde sauf les deux chrétiens. Après avoir congédié Lilia, elle donne une potion magique à Hélios et le séduit. Un tremblement de terre secoue le sol et le prophète Magnus apparaît, annonçant l'imminente éruption du Vésuve et exhortant Olympia, persécutrice des chrétiens, et Nicanor au repentir. Il est déridé par Olympia et sa cour.

### ActeII
Un site désert et sauvage dans le vallon d'Ottayano ; à droite, un tumulus couvert de tronçons de colonnes, de ruines, de pierres informes et surmonté d'une petite croix. C'est là que les premiers chrétiens se rassemblent pour honorer les tombes des martyrs, faire leurs prières en commun et adorer le signe de la Rédemption.
L'horizon est borné par des roches volcaniques à pic. On aperçoit à gauche, dans une éclaircie du terrain, le ciel du couchant qui garde encore les teintes du crépuscule du soir.
Tout comme Olympia a immédiatement jeté son dévolu sur Hélios, son frère Nicanor est instantanément tombé amoureux de Lilia, et l'a traquée jusqu'au lieu de rencontre des chrétiens pour tenter de la séduire. Lilia n'est cependant pas intéressée et le rejette. Elle ne le croit pas lorsqu'il prétend s'être converti au christianisme. Son rejet exaspère Nicanor et il nie que son Dieu existe. Il tombe foudroyé et Lilia s'évanouit. La scène est plongée dans l'obscurité. Satan lui-même apparaît, déclarant sa joie d'infliger souffrance et agonie à toute l'humanité. Lorsque Lilia, qui a récupéré les sens, exprime le désir de savoir ce qui se passe dans le palais d'Olympia, il lui montre une vision d'Hélios déclarant son amour à Olympia. Satan ramasse le manteau de Nicanor et se déguise en frère d'Olympia.

### ActeIII
Les jardins de la reine, avec leurs perspective. Au fond, à droite, sur une hauteur, un temple dédié à Hercule-Parthénopéen. À gauche, dans un lointain nébuleux, Naples en amphithéatre devant le golfe de Baïa. Au centre, sur les limites des jardins, la colonne triomphale élevée au divin Titus après la prise de Jérusalem.
Hélios cède aux flatteries de la reine. Des festivités et des danses s'ensuivent, mais Lilia les interrompt pour rappeler Hélios le serment qui les lient devant Dieu. Olympia offre à Hélios le choix entre le trône et la mort de Lilia. Satan, sous l'apparence de Nicanor, rappelle à Olympia se propres paroles : pour les chrétiens, la mort les rend vainqueurs de leur bourreaux et leur ouvre le Paradis. Il serait plus douloureux pour Lilia que de vivre et de voir Hélios en époux d'Olympia. Afin de sauver la vie de Lilia, Hélios accepte d'épouser Olympia, pour le plus grand plaisir de Satan.

### ActeIV

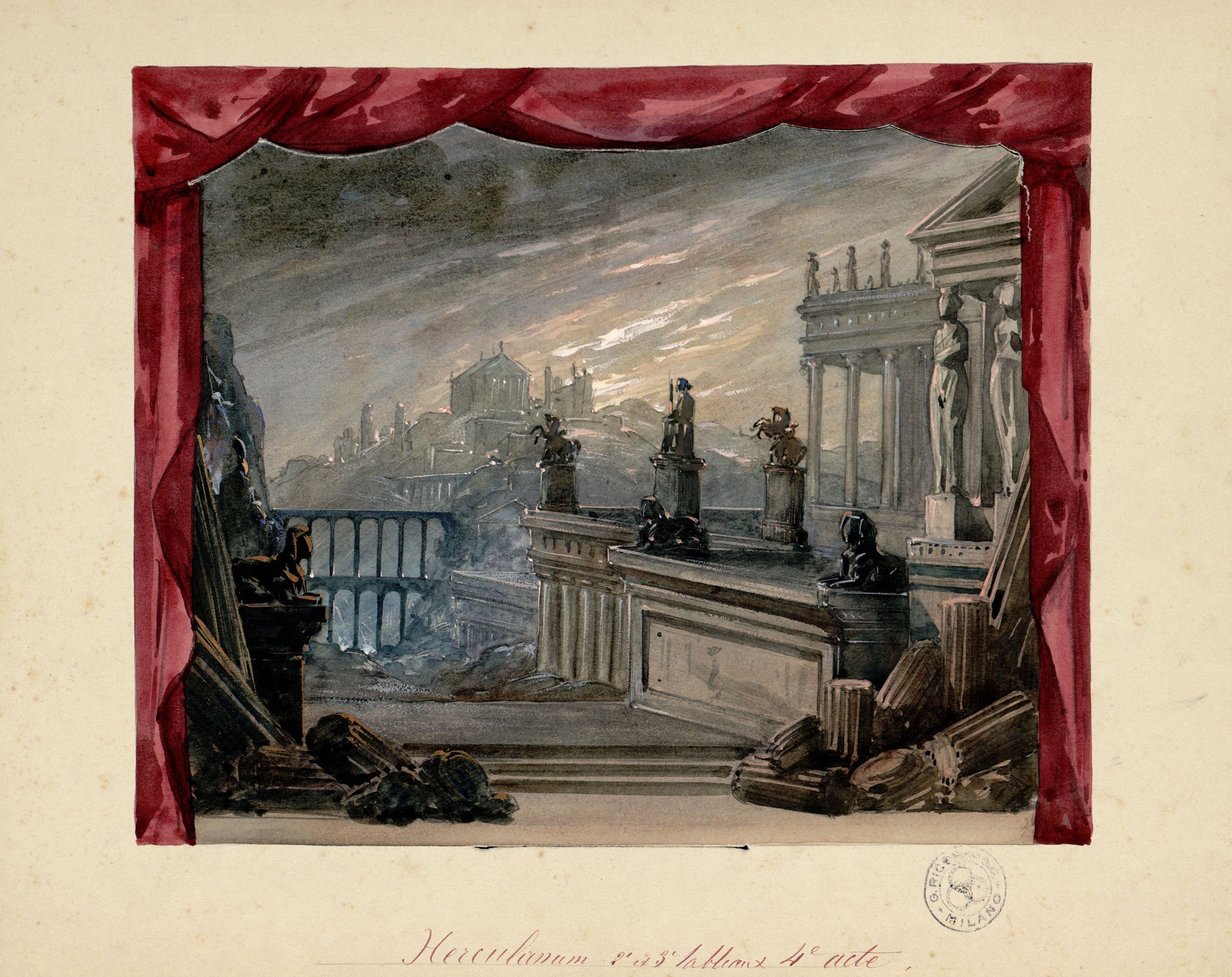
Terrazza del palazzo di Olympia, scénographie pour le deuxième tableau du quatrième acte dHerculanum (1859).

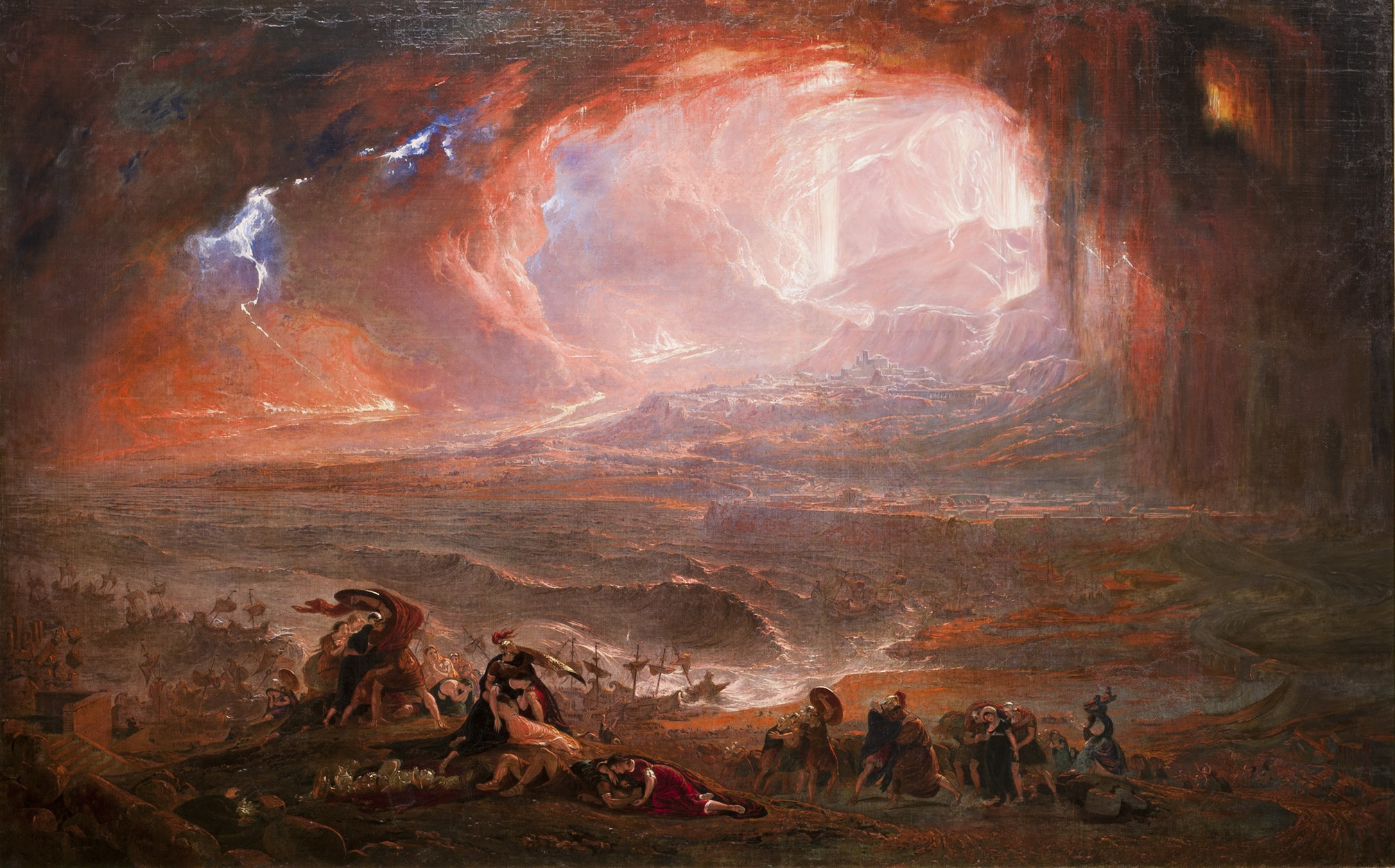
Destruction de Pompéi et d'Herculanum, par John Martin

L'Atrium du palais d'Olympia, orné de toutes les richesses de la fantaisie étrusque. C'est le vestibule des opulentes maisons des Romains, à Herculanum.
Des secousses secouent le sol à plusieurs reprises. Satan convoque les esclaves de la reine et les encourage à se révolter. Le tremblement de terre devient de plus en plus intense, des orages et des éclairs apparaissent dans le ciel et tout autour des bâtiments commencent à s'effondrer.
La terrasse du palais d'Olympia. Elle est soutenue par la colonnade d'un Impluvium, d'ordre Pœstum, et dominée par des façades à cariatides tétrastyles, et de gracieuse colonnes appartenant a l'architecture de l'Atrium corinthien. À gauche, une avenue mène à du temple d'Isis et Sérapis, qu'on reconnaît à la rangée de sphinx thébains. Au fond, un aqueduc à deux rangs d'arches, qui lie les hauteurs d'Herculanum aux rochers aride où commencent les pentes du Vésuve.
Au lever du rideau, rien n'annonce encore dans cette région d'Herculanum les ravages des commotions souterraines et des torrents de lave. La catastrophe n'a éclaté qu'aux environs. Elle a commencé son travail de ruines au voisinage, et l'on se réfugie de toutes parts vers les hauteurs de ce palais, qui n'est pas envahi par la lave et qui reste debout au milieu des ruines.
Hélios apparaît sur la terrasse et appelle le nom de Lilia, alors que les structures tout autour tombent au sol. Lilia vient à lui et lui pardonne sa trahison avec Olympia. En arrière-plan, le Vésuve est en éruption. Satan révèle à Olympia qu'il n'est pas vraiment son frère, mais le diable. Le volcan explose, crachant vague après vague de roches, de cendres et de lave, détruisant tous les bâtiments et annihilant la population rassemblée et tous les personnages principaux. Les chrétiens ne sont pas désolés de mourir car ils sont assurés du salut.

## Structure musicale

### ActeI

#### No1
- A Chœur et récitatif Gloire, gloire
- B Marche
- C Romance et quatuor Dans une retraite profonde
- D Récitatif et chœur Votre Dieu, votre foi

#### No2
Récitatif Quels sont les noms que l'on vous donne
Air Noble Hélios

#### No3
Chœur Buvons, buvons encor
Chanson de la coupe Bois ce vin que l'amour donne

#### No4
Récitatif et air de l'extase Hélios, obéis

#### No5
Final Que veut cet étranger

### ActeII

#### No6
Entracte
Chœur des chrétiens Seuls dans la nuit

#### No7
Prière Roi du ciel, maître de la terre

#### No8
Scène et duo Gardes, dispersez là

#### No9
Scène et final Me voilà libre enfin

### ActeIII

#### No10
Entracte, récitatif et chœur Ô jour d'ivresse

#### No11
Pas des muses (Air de ballet)

#### No12
Hymne à Vénus Ô, viens, blonde Déesse

#### No13
Le faune et la bacchante (Pas de deux)

#### No14
Bacchanale

#### No15
- A Récitatif Hélios ! Il est là !
- B Credo Je crois au Dieu
- C Quatuor Suis-la, suis-la donc
- D Final Enfin tu crois à ma tendresse

### ActeIV

#### No16
Entracte, récitatif et chœur Oui, Satan est vainqueur
Couplets Allez dans la nuit profonde

#### No17
Scène et duo Dieu ne m'a pas frappé

#### No18
Scène et quintette Ah ! Ah ! Malheur

## Réception et historique des performances

### Création et reprises
À la création, les quatre rôles principaux furent interprétés par les grandes vedettes du jour. Les rôles de Daphnis et Érigone dans le divertissement du troisième acte furent dansés par Louis-Alexandre Mérante et Emma Livry, qui méritèrent les éloges des critiques contemporains. Les décors élaborés et détaillés et les effets de scène furent également très appréciés. Hector Berlioz loua la musique de David pour ses « nombreuses beautés ». Dans les années après la création, Herculanum connut beaucoup de représentations successives, arrivant à un total de 74 représentations à l'Opéra de Paris jusqu'en 1870. L'opéra fut ensuite porté sur scène à Bruxelles, Venise et Saint-Pétersbourg.

### Représentations actuelles
De nos jours, l'opéra a été repris au théâtre royal de La Monnaie, à Bruxelles, en 2014, et donné en concert au château de Versailles la même année. Herculanum fut joué dans une nouvelle production au Wexford Festival, en Irlande, en 2016. La plus récente exécution en forme de concert eut lieu au MÜPA de Budapest le 16 décembre 2021.

## Enregistrement
- Véronique Gens : Lilia, Karine Deshayes : Olympia, Edgaras Montvidas (lt) : Hélios, Nicolas Courjal : Nicanor/Satan, Julien Véronèse : Magnus ; Orchestre philharmonique de Bruxelles, Chœur de la Radio Flamande, Hervé Niquet, direction. Enregistré en 2014, sorti en 2015. Ediciones Singulares (Palazzetto Bru Zane - Centre de musique romantique française ), ES 1020. CD